# Distrito de Pucusana
El distrito de Pucusana es uno de los cuarenta y tres distritos que conforman la provincia de Lima, ubicada en el departamento homónimo, en el Perú. Limita al norte, con el distrito de Santa María del Mar; al este, con el distrito de Chilca, provincia de Cañete; y al sur y oeste, con el océano Pacífico.
El distrito es una caleta de pescadores y balneario que se encuentra a 58 kilómetros al sur de la ciudad de Lima y a 7 km. desde la carretera Panamericana Sur. su alcande es Kevin Ruiz 

## Historia
El distrito fue creado mediante Ley n.º 9782 del 22 de enero de 1943, en el primer gobierno del presidente Manuel Prado Ugarteche.

### Etimología
Según estudios hechos por el antropólogo y políglota peruano César Espinoza Fuentes, el nombre "Pucusuna" consta de 2 partículas: "Pucu", que en el desaparecido dialecto quechua que se hablaba en la costa central el "Quechua costeño" significaba "Rojo" (en contraposición de "Puca" rojo en el quechua serrano) como en el verdadero nombre atribuido por la Dra. María Rostworoski en alusión a documentos coloniales al conocido sitio arqueológico de "Puruchuco" que según ella no es "Puruchuco" sino "Pucu-ucho" (Ají rojo).[cita requerida]
La partícula "Pucu" hace alusión a la abundancia del color rojo presente en los cerros rojizos (por el óxido de hierro) que rodean la caleta y que uno puede ver tanto al entrar o al salir de la misma; y a la partícula "sana" (presente en los apellidos aimaras Antesana y Quequesana), que es una partícula del idioma aimara y que significa "abundancia de algo", el aimara, idioma que a su vez viene del idioma Aru, idioma oficial de la cultura Wari que conquistó la costa central entre el siglo VII y el siglo XI. Queda claro que el desaparecido dialecto de la costa central, el quechua costeño, se vio muy influenciado por el idioma Aru, mayormente en léxico, por los siglos de dominación de la cultura Wari en la costa central, se puede decir que era un quechua "Aruizado" o "Aymarizado". La traducción literal en cuestión sería "Abundancia de rojo” y otras serían "Lugar donde abunda el color rojo" o "lugar rojísimo".

## Geografía
En su litoral se encuentran lanchas para dar un paseo por su costa, desde donde se pueden apreciar otras playas tales como Las Culebritas, las Ninfas, Naplo, La Yesera, La Honda, Pelícanos, La Tiza y La Quipa.
Uno de sus más visitados atractivos es el Corte de La Viuda, que es un gran accidente geográfico donde el mar hace su entrada en medio del cerro costero. También es conocido como el Boquerón del Diablo, aunque su nombre real es el anterior. Allí, además, se encuentra el salto del Corte, un salto de 13 metros hacia el mar que se utiliza desde hace algunos años.

## Autoridades
- 2023 - 2026
  - Alcaldesa: Ariana Flores Leon (La Promesa Peruana)
- Periodo 2019 - 2022[3]
  - Alcalde: Lidia América Carrillo Veliz (Alianza para el Progreso)
  - Regidores:

  1. Fabiola Atenas García Cajavilca (Alianza para el Progreso)
  2. Maruja Domitila Marcial de Ruiz (Alianza para el Progreso)
  3. Wilber Antonio Saravia Rashuaman (Partido Democrático Somos Perú)

## Turismo
Es un lugar típico para degustar la gastronomía del Perú, especialmente aquella con productos del mar. Otro atractivo es Isla Galápagos (conocida como isla de Pucusana), situada a 7 minutos en bote desde el malecón del pueblo de Pucusana. También existe un museo local. Además, anualmente se celebra la Regata Pelícanos, es decir, carrera de veleros, alrededor del mes de febrero.
En Pucusana se suele practicar deportes marinos o náuticos como la caza submarina, el buceo, el esquí acuático, la vela y la natación. Dentro de sus instalaciones náuticas, Pucusana posee además de muelle de pescadores, un muelle deportivo y un club marítimo. En el 2014 se llevó a cabo en Pucusana el Campeonato Mundial de Caza Submarina durante el mes de octubre. El distrito alberga los balnearios de: Isla Galápagos, Naplo, Las Ninfas, Club Náutico Poseidón, Playa La Quipa y Playa La Tiza.

## Festividades
- Enero: Aniversario de Pucusana.
- Junio: San Pedro.
- Octubre: Señor de los Milagros
- Noviembre: San Martín de Porres